# Небоженко, Тихон Никитович
Тихон Никитович Небоженко (5 июля 1915,  г. Богатый,  Курская губерния, Российская империя —  19 июня 1999, Москва, Россия) — советский военачальник, полковник (1944). Один из организаторов и основателей РВСН СССР.  В августе 1941 года, являясь командиром батареи реактивной артиллерии из установок БМ-13 («Катюша»), одним из  первых в  Великой Отечественной войне применил это оружие.

## Биография
Родился 5 июля 1915 года в городе  Богатый Курской губернии (ныне село Богатое Ивнянского района Белгородской области), в крестьянской семье. Русский. Окончил  сельскую начальную школу. С 1925 года  работал  пастухом в частном хозяйстве,  а затем счетоводом в колхозе. После окончания школы колхозной молодёжи, был назначен пропагандистом Обоянского райкома комсомола.

### Военная служба

#### Межвоенные годы
В декабре 1933 года  по комсомольской путёвке добровольцем вступает в РККА и поступает в Московское артиллерийское училище имени Л. Б. Красина. В 1937 голу после окончания училища, как один из лучших курсантов,  был в нём оставлен командиром курсантского взвода, а затем был назначен заместителем командира курсантской батареи.

#### Великая Отечественная война
В начале войны,  после формирования в училище  батареи реактивной артиллерии из установок БМ-13 («Катюша»), старший лейтенант Небоженко был назначен её командиром. В конце  июля 1941 года его  батарея  была направлена в действующую армию на Юго-Западный фронт. В Киеве батарея расположилась в Ботаническом саду им. Академика Фомина. По приезде была выставлена охрана — первая цепь из своих автоматчиков, вторая — из военнослужащих НКВД. После короткого отдыха командование батареи получило задание подготовить огневую позицию в районе Ирпеня для нанесения удара по противнику. В 5 часов утра 2 августа 1941 года в присутствии командующего Юго-Западным фронтом генерал-полковника Кирпоноса и начальника артиллерии фронта Парсегова, батарея «Катюш» произвела первый залп. Эффект превзошёл все ожидания. В течение нескольких минут группировка противника была сметена огненным смерчем. Так вторично была сорвана попытка захватить Киев с запада. По огневой мощи залп батареи «Катюш» был равен действию целой артиллерийской дивизии. Это было второе, после первого легендарного огневого удара капитана И. А. Флёрова, боевое применение «катюш» советскими войсками. В течение августа батарея «Катюш» участвовала в боях ещё дважды — под селом Белогородка и в Голосеевском лесу перед контратакой воздушно-десантной бригады. Израсходовав весь боезапас снарядов, батарея была отозвана из Киева и направлена в Алабино Московской области.
В начале сентября 1941 года капитан Небоженко  был назначен командиром отдельного гвардейского миномётного дивизиона Южного фронта. 23 сентября 1941 года дивизион прибыл в Одессу. Ночью дивизион совершил марш и к утру занял боевую позицию в лощине близ Дальника. В 4 часа утра 25 сентября контр-адмирал Г. В. Жуков отдал приказ на открытие огня "катюшами" «Взвились клубы дыма, раздались рёв и скрежет, и небо прочертили десятки огнехвостых ракет, — напишет в своих воспоминаниях начальник штаба Приморской армии полковник Н. И. Крылов. — А затем ракеты стали с ослепительным блеском и раскатистым грохотом рваться там, где только что поднялась в атаку неприятельская пехота». Утренняя атака на этом полукилометровом участке была сорвана сразу же. Уцелевшие в траншеях румыны в панике бежали. На поле боя осталось множество убитых, горели танки. Утром 26 сентября с другой позиции, и снова в районе Дальника, дивизион произвёл по залпу по двум целям.  Затем дивизион произвёл ещё два залпа по узлу обороны румын. Во второй половине этого же дня дивизион сосредоточился в восточном секторе и своим огнём помог 3-му морскому полку вернуть захваченную утром Новую Дофиновку. Вечером 27 сентября дивизион совершил марш под Татарку (ныне Прилиманское), там румыны предприняли очередное наступление. Утром атакующих румын накрыли двумя залпами и переместились на окраину села. 29 сентября дивизион был переброшен под Новую Дофиновку. Здесь своим залповым огнём он помог морским пехотинцам удержать позиции. Меняя позиции и совершая марши с одного сектора обороны на другой, накручивая в день до 150 км и более, дивизион ежедневно давал до пяти и более залпов. Залпом дивизиона началось успешное наступление, предпринятое частями южного сектора 2 октября в направлении Ленинталя и Петерсталя. В этом бою одна батарея подбила 5 танков и уничтожила до батальона пехоты румын. Другая батарея в это время принимала участие в отражении наступления румын на Сухой Лиман. 8 и 9 октября дивизион своим огнём помог 1-му морской пехоты  отбить атаки румын. В штыковой атаке участвовал личный состав 2-й батареи. 11 октября дивизион участвовал в ликвидации прорыва позиций 95-й стрелковой дивизии на подступах к ст. Дачной, поддерживая своими залпами, вместе с артиллерией дивизии, контратаку 90-го стрелкового полка. В боях под Одессой отличился также зенитный взвод дивизиона. 26 сентября он открыл свой счёт, сбив под Дальником два вражеских бомбардировщика, а к концу дня добавил к своему счёту ещё два самолёта. Свой последний бомбардировщик зенитчики дивизиона сбили 5 октября, отражая налёт вражеской авиации под Татаркой. Последние семь залпов дивизион дал 14 октября из разных пунктов во всех секторах оборонительного района, и ночью этого же дня погрузился на транспорт «Курск» и убыл из Одессы в Крым где осуществлял прикрытие отступающих войск. 21 декабря 1941 года дивизион под командованием Небоженко был переименован в  48-й отдельный гвардейский дивизион реактивных миномётов и продолжил воевать на крымском и юго-западном направлении.
В начале апреля  1942 года майор Небоженко  был переведён в Москву и назначен командиром формировавшегося там  54-го гвардейского миномётного полка. 25 апреля 1942 года, полк под командованием Небоженко по железной дороге прибыл на Брянский фронт и выгрузился в окрестностях города Белёв Тульской области в зоне ответственности 61-я армии, где принял участие в оборонительных и наступательных боях южнее и юго-западнее Белёва, нанося противнику значительный урон в живой силе и технике.  8 февраля 1943 года полк был переподчинён 2-й армейской группе состоящей из пяти гвардейских миномётных полков  16-й армии и передислоцировался деревню Брынь Сухиничского района Калужской области, где вёл оборонительные и наступательные бои на жиздринском направлении. В апреле 1943 года подполковник Небоженко назначен командиром 2-й армейской группы 16-й армии. Возглавляемая  Небоженко группа в этих боях нанесла существенный урон противнику.
В июле 1943 года   Небоженко назначен командиром 25-й гвардейской миномётной бригады 11-й гвардейской армии Западного фронта. До августа 1943 года бригада участвует в Орловской стратегической наступательной операции, в сентябре 1943 года — в Смоленской стратегической наступательной операции, вышла на подступы к Орше. Затем отведена в резерв, в марте 1944 года переброшена в Карелию, затем на рубеж реки Свирь, где принимала участие в Свирско-Петрозаводской операции, потом переброшена в Заполярье, участвовала в Петсамо-Киркенесской операции, вновь отведена в резерв. 5 января 1945 года бригада  поступила в состав 1-го Белорусского фронта, где  принимает участие в Висло-Одерской операции, затем в Восточно-Померанской операции, отличилась при взятии Альтдама. По окончании операции бригада отведена во фронтовой резерв. 9 апреля 1945 года бригада передана в оперативное подчинение 5-й ударной армии сосредоточилась в трёх километрах юго-западнее Тамзеля и приняла участие в  Берлинской наступательной операции.  С 16 апреля 1945 года бригада под командованием полковника Небоженко  принимала участие в штурме Берлина, 30 апреля 1945 года её реактивные установки вели прямой наводкой огнь по Рейхстагу перед его штурмом.
За время войны полковник  Небоженко был четыре раза персонально упомянут в благодарственных в приказах Верховного Главнокомандующего

#### Послевоенное время
После войны продолжил командовать бригадой. С 8 октября 1945 года по 25 марта 1946 года учился на высших академических курсах при Артиллерийской академии им. Ф. Э. Дзержинского. 26 ноября 1946 года назначен командиром 94-го гвардейского миномётного полка 29-го гвардейского стрелкового корпуса 8-я гвардейской армии Группы советских оккупационных войск в Германии.  25 декабря 1949 года назначен заместителем командира 7-й гвардейской миномётной бригады.
8 декабря 1950 года назначен заместителем полковника Иванова В. Н., командира 22-й бригады особого назначения Резерва Главного Командования, занимавшейся  испытанием первых советских баллистических боевых ракет Р-1 и Р-2. С 26 апреля 1952 года по 13 мая 1952 года — временно исполняющий обязанности командира 54-й Бригады особого назначения РВГК. Данная бригада занималась вопросами отработки практического боевого применения ракет Р-1 и Р-2 на 4-м ГЦП в с. Капустин Яр. 14 мая 1952 года назначен командиром вновь созданной бригады  56-й бригады особого назначения РВГК которая продолжила заниматься  отработкой пусков ракет Р-1 и Р-2 на полигоне  Капустин Яр.  19 августа 1954 года назначен командиром войсковой части 29964  (гг. Буйнакск, Дербент, Махачкала). В 1955 году избирался депутатом Махачкалинского городского Совета. В 1957 году окончил Высшие академические артиллерийский курсы при Военной артиллерийской командной академии по отделению наземной артиллерии.  В апреле 1962 года гвардии полковник Небоженко был уволен из армии в запас.
Проживал в Москве, работал в народном хозяйстве, был председателем Совета ветеранов 25-й бригады «катюш». Автор книг: ««Катюши» на Одесских рубежах», «С «катюшей» от Москвы до Берлина».
Указом Президента Российской Федерации №  1331 от 6 сентября 1996 года,  за отличия в руководстве войсками при проведении боевых операций в период Великой Отечественной войны 1941-1945 годов, был награждён орденом Жукова.

## Награды
- орден Жукова (06.09.1996)
- четыре ордена Красного Знамени (23.02.1942[7],  07.05.1945[8],  03.06.1945[9], 30.04.1954[10][11])
- орден Суворова III степени (16.11.1944)[12]
- орден Александра Невского (30.04.1943)[13]
- три ордена Отечественной войны I степени  (22.01.1943[14], 23.07.1944[15], 06.04.1985[16][17])
- орден Красной Звезды (30.04.1947)[10][11]
  - медали в том числе:
  - «За боевые заслуги» (21.02.1945)[11][18]
  - «За оборону Одессы» (1943)[10]
  - «За оборону Киева» (1962)[10]
  - «За оборону Советского Заполярья» (10.07.1945)[19]
  - «За победу над Германией в Великой Отечественной войне 1941—1945 гг.» (1945)[20]
  - «За взятие Берлина» (1945)[10]
  - «За освобождение Варшавы» (1945)[10]
  - «Ветеран Вооружённых Сил СССР» (1976)
- знак «50 лет пребывания в КПСС»

Приказы (благодарности) Верховного Главнокомандующего в которых отмечен Т. Н. Небоженко.
- За овладение городом Петсамо (Печенга) – важной военно-морской базой и мощным опорным пунктом обороны немцев на Крайнем Севере. 15 октября 1944 года № 197.
- За овладение городами Бервальде, Темпельбург, Фалькенбург, Драмбург, Вангерин,  Лабес, Фрайенвальде, Шифельбайн, Регенвальде и Керлин — важными узлами коммуникаций и сильными опорными пунктами обороны немцев в Померании. 4 марта 1945 года. № 288.
- За овладение городами Штаргард, Наугард, Польцин — важными узлами коммуникаций и мощными опорными пунктами обороны немцев на штеттинском направлении. 5 марта 1945 года. № 290.
- За овладение городом Альтдамм и ликвидацию сильно укреплённого плацдарма немцев на правом берегу реки Одер восточнее Штеттина. 20 марта 1945 года. № 304

## Память
- В школе № 967 района Северное Медведково города Москвы в честь героя назван и работает Военно-исторический Музей Боевой Славы «Легендарных «катюш»» имени Тихона Никитовича Небоженко[21][22].